# Partit Socialdemòcrata (Romania)
El Partit Socialdemòcrata (en romanès Partidul Social Democrat, PSD) és un dels principals partits polític de Romania. El president actual del partit és Marcel Ciolacu, des del 25 de novembre de 2019.

## Història
El 7 d'abril de 1992, la lluita interna entre els diferents sectors dins del Front de Salvació Nacional (en romanès Frontul Salvării Naţionale, FSN) entre el sector liderat per Ion Iliescu que era partidari de produir una transició política vers un "socialisme de rostre humà" i el sector més reformista i rupturista liderat per Petre Roman va provocar que es trenqués el FSN i el sector de Iliescu es retirés d'aquesta formació fundant el Front Democràtic de Salvació Nacional (en romanès Frontul Democrat al Salvării Naţionale, FDSN), que més tard acabaria esdevenint l'actual PSD.
El FDSN guanyava les eleccions de l'any 1992 governant Romania fins a l'any 1996. El 10 de juliol de 1993 el FDSN va canviar el seu nom pel de Partit Demòcrata Social de Romania (en romanès Partidul Democraţiei Sociale România, PDSR) com a resultat de la fusió portada a terme amb el Partit Democràtic Socialista de Romania (PDSR), el Partit Republicà i el Partit Cooperatiu.
Entre els anys 1994 i 1996 el PDSR va governar en coalició amb altres tres partits, d'una banda amb una escissió del Partit d'Unió Nacional Romanesa (PUNR) que aglutinava al seu sector més d'esquerres, el Partit de la Gran Romania (en romanès Partidul România Mare), i el Partit Socialista del Treball (en romanès Partidul Socialista Muncitoresc). Aquest govern va ser presidit per Nicolae Văcăroiu des del març de 1994 fins al setembre de 1996 i comptava amb alguns membres del PUNR com a ministres, mentre que el PRM no era present al mateix, tot i que tenia alguns càrrecs secundaris a l'administració. El PDSR va perdre les eleccions de l'any 1996 enfront de la coalició de partits que es va organitzar amb el nom de Convenció Democràtica de Romania.
El novembre de 2000 el PDSR tornava al poder, aquesta vegada amb Adrian Năstase encapçalant una coalició anomenada Pol Democràtic Social de Romania que englovaba el Partit Social Democràta Romanès (en romanès Partidul Social Democrat Român) i el Partit Humanista Romanès (en romanès Partidul Umanist Român). El 2001 el PSDR es fusionava amb PDSR el 16 de gener, i la nova formació política prenia el nom de Partit Socialdemòcrata de Romania (PSD), que és el nom que actualment encara manté.

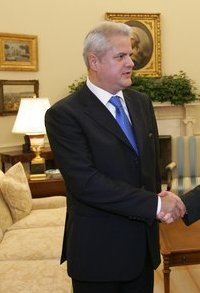
Adrian Năstase

El novembre de 2004 Adrian Năstase, el candidat del PSD a les eleccions presidencials, guanyava la primera volta d'aquests comicis, però no obtenia el suport necessari per ser investit president de Romania, fet que va provocar que s'hagués d'anar a una segona volta que contra tot pronòstic va perdre enfront de Traian Băsescu de l'Aliança de Justícia i Veritat. En les eleccions legislatives del mateix any, el PSD va ser la formació política més votada en el Congrés dels Diputats, però sortia perdedor a les eleccions al Senat de Romania, permetent que fora l'Aliança Justícia i Veritat ser la força política encarregada de formar govern, fet que aconseguí amb el suport d'algunes formacions polítiques com el Partit Humanista de Romania, que inicialment s'havia presentat en coalició amb el PSD. Una vegada a l'oposició el PSD, el seu líder Adrian Năstase es va haver d'enfrontar a nombrosos càrrecs de corrupció, fet que provocà la seva dimissió com a president del Congrés del Diputats i com a president del PSD. S'obria un nou període dins del partit, en part impulsat per l'elecció de Mircea Geoană com a president en el Congrés celebrat pel partit a l'abril de 2005 a Bucarest i on els delegats van decidir escollir a Geoană en detriment de l'anterior president Ion Iliescu, que creia que derrotaria Geoană de manera fàcil. La victòria d'aquest es va atribuir en part al fet que mentre Iliescu estava fortament marcat pel seu passat comunista, Geoană presentava un perfil més jove per intentar recuperar la presidència de Romania a les següents eleccions presidencials.
Durant la legislatura 2004-2008 es mantingué a l'oposició i durant el 2007, fruit del trencament de l'Aliança de la Justícia i la Veritat (5 d'abril de 2007), intentà fer una moció de censura, però no aconseguí prou suport polític. Tant en les eleccions locals de l'1 de juny de 2008 com en les legislatives del 30 de novembre del mateix any el PSD va fer una aliança amb el Partit Conservador (PC). Amb la victòria del Partit Demòcrata-Liberal (PD-L) a les eleccions, el president Traian Băsescu nominà a Theodor Stolojan com a candidat principal a Primer Ministre el 10 de desembre de 2008, que al cap de cinc dies anuncià la seva retirada política. El mateix dia el President Traian Băsescu nomenà Emil Boc del PSD com a candidat a Primer Ministre. Boc arribà a un acord de govern amb l'aliança formada pel Partit Socialdemòcrata i el Partit Conservador (PC) tot i que un altre cop sense ministeris per al PC. Prengué possessió del càrrec el 22 de desembre de 2008. Tot i que l'acord de govern es trencà l'1 d'octubre de 2009, i perdé una moció de censura el 13 d'octubre del mateix any; Boc continuà dirigint el govern, sobretot gràcies al suport rebut per part del President Băsescu, i perquè incorporà com a soci de govern a la Unió Democràtica dels Hongaresos de Romania.
Després de les eleccions legislatives romaneses de 2012 Victor Ponta va formar govern en coalició de PSD, Partit Nacional Liberal (PNL), PC i Partit per la Pàtria, Militar i Policial (UNPR). Les tensions entre Ponta i el líder del PNL Crin Antonescu van créixer fins que el 25 de febrer el PNL va decidir per aclaparadora majoria abandonar la coalició governant i l'endemà tots els ministres de la PNL van dimitir, i es van incorporar al govern el Partit Liberal Reformista i la Unió Democràtica dels Hongaresos de Romania (UDMR). L'UDMR va abandonar el govern el desembre de 2014, poc després de la victòria contundent de Klaus Iohannis com a president de Romania.
El 28 de desembre de 2016 Liviu Dragnea, el líder del PSD, després de la victòria del partit a les eleccions legislatives romaneses de 2016 va demanar a Sorin Grindeanu que formés un nou govern de coalició de PSD i l'Aliança de Liberals i Demòcrates (ALDE) i dos dies després, el president Iohannis el va nomenar primer ministre, fins que va ser destituït del càrrec després de perdre una moció de censura proposada pel seu propi partit polític i originada arran de disputes internes amb Dragnea, i Mihai Tudose fou nomenat primer ministre el 28 de juny de 2018 mantenint la coalició de PSD i ALDE, però va dimitir el 16 de gener de 2018 per les lluites internes al PSD, i Viorica Dăncilă fou nomenada primera ministra el 29 de gener de 2018 mantenint la coalició del PSD i ALDE. ALDE va sortir de la coalició de govern el 26 d'agost de 2019, dos dies després que el seu líder Călin Popescu-Tăriceanu perdés la seva candidatura enfront Dăncilă per convertir-se en el candidat progovernamental a les eleccions presidencials romaneses de 2019. Dăncilă va seguir ocupant el càrrec fins al 10 d'octubre de 2019, quan va perdre una moció de censura guanyada pel conservador Ludovic Orban.
Després de les eleccions legislatives romaneses de 2024 es va arribar a un acord de coalició entre PSD, PNL i UDMR/RMDSZ, amb el primer ministre Marcel Ciolacu en funcions al nou govern. El segon gabinet de Ciolacu es va instal·lar el 23 de desembre. El primer ministre Ciolacu va dimitir després que Crin Antonescu, el candidat de la coalició de govern quedés tercer i fora de la segona ronda electoral a les eleccions presidencials romaneses de 2025.

## Resultats electorals
| Any  | Cambra dels diputats | Cambra dels diputats | Cambra dels diputats | Senat     | Senat | Senat    | Posició                  | Govern             |
| Any  | Vots                 | %                    | Escons               | Vots      | %     | Escons   | Posició                  | Govern             |
| ---- | -------------------- | -------------------- | -------------------- | --------- | ----- | -------- | ------------------------ | ------------------ |
| 1992 | 3,015,708            | 27.72                | 117 / 341            | 3,102,201 | 28.29 | 49 / 143 | 1r (FDSN)                | Coalició           |
| 1996 | 2,633,860            | 21.52                | 91 / 343             | 2,836,011 | 23.08 | 41 / 143 | 2n (PDSR)                | Oposició           |
| 2000 | 3,968,464            | 36.61                | 139 / 345            | 4,040,212 | 37.09 | 59 / 140 | 1r (PDSR)                | Govern en minoria  |
| 2004 | 3,730,352            | 36.61                | 113 / 332            | 3,798,607 | 36.30 | 46 / 137 | 1r (PSD+PUR)             | Oposició (2004-07) |
| 2004 | 3,730,352            | 36.61                | 113 / 332            | 3,798,607 | 36.30 | 46 / 137 | Suport (2007-08)         |                    |
| 2008 | 2,279,449            | 33.10                | 110 / 334            | 2,352,968 | 34.16 | 48 / 137 | 2n (PSD+PC)              | Coalició (2008-09) |
| 2008 | 2,279,449            | 33.10                | 110 / 334            | 2,352,968 | 34.16 | 48 / 137 | Oposició (2009-12)       |                    |
| 2008 | 2,279,449            | 33.10                | 110 / 334            | 2,352,968 | 34.16 | 48 / 137 | Coalició (2012)          |                    |
| 2012 | 4,344,288            | 58.63                | 149 / 412            | 4,457,526 | 60.10 | 58 / 176 | 1r (USL)                 | Coalició (2012-14) |
| 2012 | 4,344,288            | 58.63                | 149 / 412            | 4,457,526 | 60.10 | 58 / 176 | Coalició (2014)          |                    |
| 2012 | 4,344,288            | 58.63                | 149 / 412            | 4,457,526 | 60.10 | 58 / 176 | Coalició (2014–15)       |                    |
| 2012 | 4,344,288            | 58.63                | 149 / 412            | 4,457,526 | 60.10 | 58 / 176 | Suport (2015–17)         |                    |
| 2016 | 3,204,864            | 45.48                | 154 / 329            | 3,221,786 | 45.68 | 67 / 136 | 1r                       | Coalició (2017–19) |
| 2016 | 3,204,864            | 45.48                | 154 / 329            | 3,221,786 | 45.68 | 67 / 136 | Govern en minoria (2019) |                    |
| 2016 | 3,204,864            | 45.48                | 154 / 329            | 3,221,786 | 45.68 | 67 / 136 | Suport (2019–20)         |                    |
| 2016 | 3,204,864            | 45.48                | 154 / 329            | 3,221,786 | 45.68 | 67 / 136 | Oposició (2020)          |                    |
| 2020 | 1,705,777            | 28.90                | 110 / 330            | 1,732,276 | 29.32 | 47 / 136 | 1r                       | Oposició (2020–21) |
| 2020 | 1,705,777            | 28.90                | 110 / 330            | 1,732,276 | 29.32 | 47 / 136 | Oposició (2021)          |                    |
| 2020 | 1,705,777            | 28.90                | 110 / 330            | 1,732,276 | 29.32 | 47 / 136 | Coalició (2021-23)       |                    |
| 2024 | 2.030.144            | 21,96                | 86 / 331             |           |       |          | 1r                       | Coalició           |

## Líders

### Presidents
- Ion Iliescu 1990-1992 del FSN

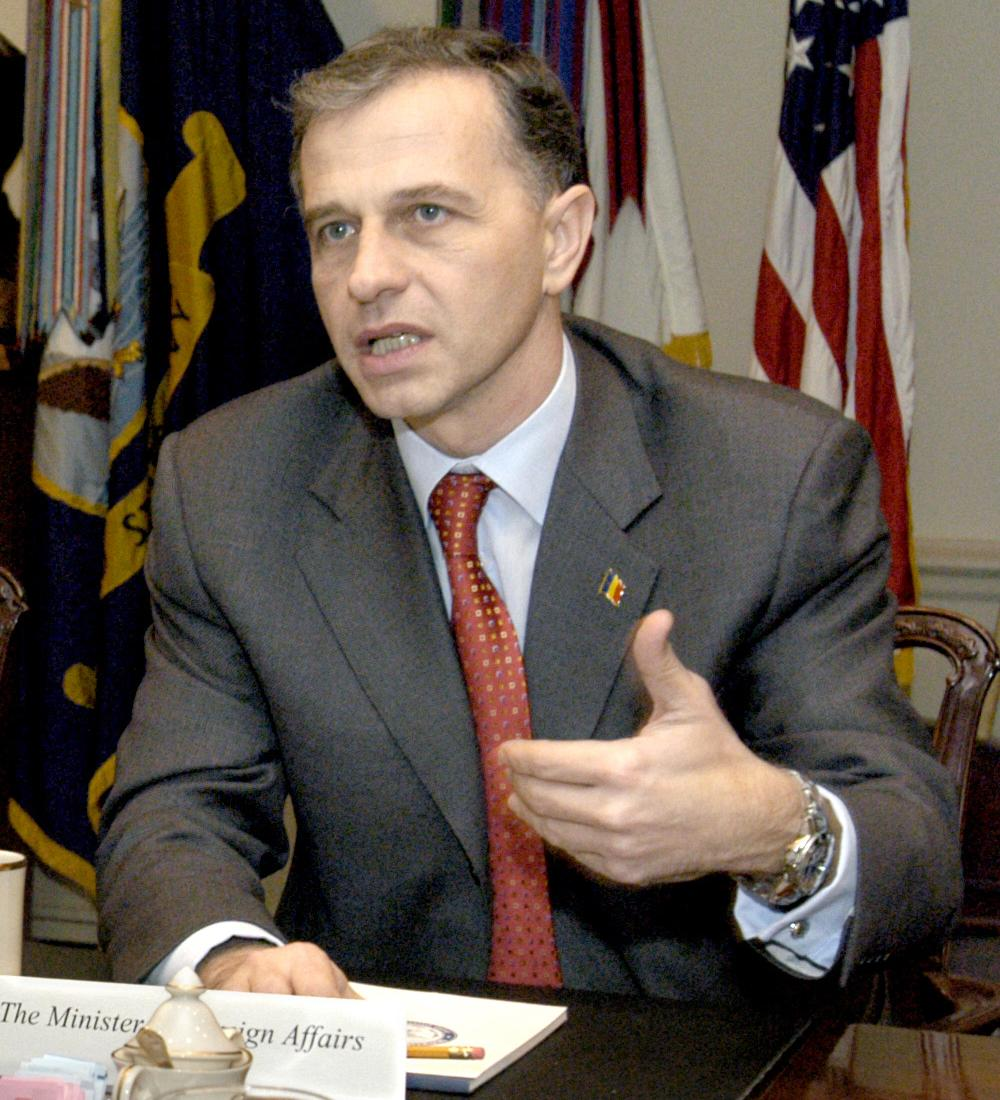
Mircea Geoană

- Oliviu Gherman 1992-1996 del FSND i PDSR
- Ion Iliescu 1997-2000
- Adrian Năstase 2000-2005 del PDSR i PSD
- Mircea Geoană 2005-2010
- Victor Ponta 2010-2015
- Liviu Dragnea 2015-2019
- Viorica Dăncilă 2019
- Marcel Ciolacu[1] 2019-

### Presidents executius
- Adrian Năstase 1993-1997
- Càrrec desaparegut de 1997 a 2003
- Octav Cozmâncă 2003-2005
- Adrian Năstase 2005-2006
- Dan Mircea Popescu 2005-2006
- Càrrec substituït pel de Secretari General en 2006
- Liviu Dragnea 2013–2015
- Valeriu Zgonea 2015–2016
- Niculae Bădălău 2016–2018
- Viorica Dăncilă 2018–2019
- Paul Stănescu 2019
- Eugen Teodorovici 2019
- Càrrec desaparegut des de 2019

### Secretari General
- Miron Mitrea 2005-2006
- Titus Corlăţean 2006-actualment

### President Honorífic
- Ion Iliescu 2006-actualment

## Polèmica
Sovint s'ha criticat al PSD pel fet que bona part dels seus quadres polítics haguessin format per del Partit Comunista Romanès, així com per intentar controlar els mitjans de comunicació romanesos. A més destacats líders dels partit han estat acusats de corrupció i de voler interferir en la magistratura i utilitzar les seves posicions polítiques per a l'enriquiment personal.
Just abans de la segona volta de les eleccions presidencials de l'any 2004 va aparèixer a una plana web part de la transcripció de les reunions secretes mantingudes entre Năstase i els seus col·laboradors on feia referència als nombrosos casos de corrupció on estaven implicats membres del govern, a la vegada que apuntava la necessitat de "silenciar" a bona part dels mitjans de comunicació que estaven denunciant aquests casos.
Năstase va sostenir al llarg de la campanya que aquestes transcripcions eren falses, però posteriorment bona part de l'actual equip directiu del partit, entre els quals es troben Mircea Geoană, ha admès que aquestes transcripcions són autèntiques, volent quedar al marge d'aquests casos de corrupció en un intent de recuperar la malmesa imatge que pateix en l'actualitat el partit.